# 이익주
이익주(李益柱, 1962년~)는 대한민국의 역사학자이다. 서울대학교에서 수학했으며 주요 연구 분야는 고려 후기 역사로 고려와 원나라의 대외 관계사와 고려 후기 정치사에 대한 연구 성과를 냈다. 
현재 서울시립대학교 교수를 맡고 있으며, 2022년부터 유튜브를 통해 대중 역사 강의를 진행하고 있다.

## 저술

### 저서
- 《이색의 삶과 생각》(2013)
- 《역사의 길목에 선 31인의 선택》(1999, 공저)
- 《역사교과서 속의 한국과 일본》(2000, 공저)
- 《한국 전근대사의 주요 쟁점》(2002, 공저)
- 《행촌 이암의 생애와 사상》(2002, 공저)
- 《한일관계사-최종보고서-》(2002, 공저)
- 《한국사 교과서의 희망을 찾아서-21세기 한국사 교과서와 역사교육의 방향-》(2003, 공저)
- 《정치가 정도전의 재조명》(2004, 공저)
- 《역주 가야사사료집성1-고려이전편-》(2004, 공저)
- 《역주 가야사사료집성2-조선시대편-》(2004, 공저)
- 《한국정치사상사 문헌자료 연구1-조선전기편-》(2005, 공저)
- 《왕의 초상-경기전과 태조 이성계-》(2005, 공저)
- 《전쟁과 동북아의 국제질서》(2006, 공저)
- 《논쟁으로 읽는 한국사1-전근대-》(2009, 공저)
- 《고려 실용외교의 중심 서희》(2010, 공저)
- 《동아시아 국제질서 속의 한중관계사-제언과 모색-》(2010, 공저)
- 《13~14세기 고려-몽골관계 탐구》(2011, 공저)
- 《동아시아의 역사》(2011, 공저)
- 《동아시아의 역사2》(2011, 공저)
- 《용비어천가와 세종의 국가경영》(2011, 공저)
- 《역사에서 찾는 지도자의 자격》(2012, 공저)
- 《세종 리더십의 핵심 가치》(2014, 공저)
- 《세종의 지식경영 연구》(2016, 공저)
- 《고려 역사상의 탐색》(2017, 공저)
- 《백 년간의 프로젝트 (1351-1450) - 고려인은 어떻게 조선인이 되었나?》(2023, 공저)

### 논문
- 석사 학위논문 〈고려 충렬왕대의 정치상황과 정치세력의 성격〉(1987)
- 박사 학위논문 〈고려·원관계의 구조와 고려후기 정치체제〉(1996)
- 〈고려 충렬왕대의 정치상황과 정치세력의 성격〉, 《한국사론》18(1988)
- 〈충선왕 즉위년(1298) ‘개혁정치’의 성격-관제 개편을 중심으로-〉, 《역사와 현실》7(1992)
- 〈고려후기 사대부와 권문세족에 대한 새로운 이해〉, 《역사와 현실》8(1992)
- 〈고려후기 몽고침입과 민중항쟁의 성격〉, 《역사비평》24(1994)
- 〈고려 후기 정치체제의 변동과 정치세력의 추이〉, 《한국사5: 중세사회의 성립1》(1994, 한길사)
- 〈공민왕대 개혁의 추이와 신흥유신의 성장〉, 《역사와 현실》15(1995)
- 〈고려 대몽항쟁기 강화론의 연구〉, 《역사학보》151(1996)
- 〈고려·원관계의 구조에 대한 연구-소위 ‘세조구제(世祖舊制)’의 분석을 중심으로-〉, 《한국사론》36(1996)
- 〈고려무인집권기의 구조적 이해를 위하여〉, 《한국역사연구회회보》26(1996)
- 〈고려말 신흥유신의 성장과 조선 건국〉, 《역사와 현실》29(1998)
- 〈14세기 전반 고려·원관계와 정치세력 동향-충숙왕대의 심왕옹립운동을 중심으로-〉, 《한국중세사연구》9(2000)
- 〈한국의 고려·일본관계사 연구동향〉《역사교과서 속의 한국과 일본》 , (2000, 혜안)
- 〈高麗·日本關係史硏究〉《日本と韓國の歷史敎科書を讀む視点》, (2000, 梨の木舍)
- 〈14세기 전반 성리학 수용과 이제현의 정치활동〉, 《전농사론》7(2001)
- 〈한국사학 논문의 의미와 조건〉 , 《건축역사연구》10-4(2001)
- 〈蒙古帝國の侵略と高麗の抵抗〉, 《歷史評論》619(2001)
- 〈고려후기 겸직제의 연구-충렬왕대 4司 관직의 겸직 실태 분석을 중심으로-〉, 《인문과학》9(2002)
- 〈원간섭기 개혁정치의 성격〉, 《한국 전근대사의 주요 쟁점》(2002, 역사비평사)
- 〈14세기 유학자의 현실인식과 성리학 수용과정의 연구-민지의 사례를 중심으로-〉, 《역사와 현실》49(2003)
- 〈고려후기 단군신화 기록의 시대적 배경〉, 《문명연지》4-2(2003)
- 〈고려시대 남경 연구의 현황과 과제〉, 《도시역사문화》3(2005)
- 〈고려 말 정도전의 정치세력 형성 과정 연구〉, 《동방학지》134(2006)
- 〈묘지명 자료를 통해 본 고려후기 관인의 생애-김변(1248~1301)의 사례-〉, 《한국사학보》23(2006)
- 〈공민왕대의 개혁정치와 한양천도론〉, 《향토서울》68(2006)
- 〈『목은집』의 간행과 사료적 가치〉, 《진단학보》102(2006)
- 〈원의 ‘부마국’으로서의 고려국가의 성격〉, 《한국사시민강좌》40(2007)
- 〈고려 우왕대 이색의 정치적 위상에 대한 연구〉, 《역사와 현실》68(2008)
- 〈『목은시고』를 통해 본 고려 말 이색의 일상-1379년(우왕 5)의 사례-〉, 《한국사학보》32(2008)
- 〈고려-몽골 관계사 연구 시각의 검토: 고려-몽골 관계사에 대한 공시적, 통시적 접근〉, 《한국중세사연구》27(2009)
- 〈14세기 후반 동아시아 국제질서의 변화와 고려-원·명-일본 관계〉, 《진단학보》114(2012)
- 〈조선 초기 경복궁 서쪽 지역의 장소성과 세종 탄생지〉, 《서울학연구》47(2012)
- 〈한국 고대, 고려시대 경(京)ㆍ외(外) 차별과 수도의 위상〉, 《서울학연구》52(2013)
- 〈1356년 공민왕 반원정치 재론〉, 《역사학보》255(2015)
- 〈고려 전기 ‘상경(上京)’을 통해 본 개경의 위상〉, 《서울학연구》60(2015)
- 〈1219년(高宗 6) 고려-몽골 "형제맹약" 재론〉, 《동방학지》175(2016)
- 〈14세기 후반 고려-원 관계의 연구〉, 《동북아역사논총》53(2016)
- 〈Trends and Prospects: Historical Studies on Koryŏ-Mongol Relationship in the 13-14th centuries〉, 《The Review of Korean Studies》19(2016)
- 〈고려-몽골 전쟁 초기(1231~1232)의 강화 협상 연구〉, 《한국사연구》180(2018)
- 〈역사 전공교육의 질문, ‘어떻게’에서 ‘왜’로〉, 《역사와 현실》117(2020)
- 〈고려 충목왕대의 정치도감 재론〉, 《진단학보》134(2020)
- 〈무학 자초의 정치 활동에 대한 재검토 - 한양 천도에서의 역할을 중심으로 -〉, 《서울학연구》85(2021)
- 〈고려 말 정치참여 기회의 확대; ‘진시무’를 중심으로〉, 《한국·동양정치사상사학회 학술대회 발표논문집》(2021)